# Мелісандра
Мелісандра Асшайська (англ. Melisandre of Asshai) — вигаданий персонаж серії фентезі-романів «Пісня льоду та полум'я», американського письменника Джорджа Р. Р. Мартіна та його телевізійної адаптації «Гра престолів». Мелісандра червона жриця бога Р'глора з континенту Ессос та найближчий радник короля Станніса Баратеона в його прагненні здобути Залізний Трон. Вона часто згадується як Червона жінка через колір її волосся та вбрання.
Вперше з'являється у другому романі «Битва королів» (1998), де Мелісандра, прибувши до Вестероса, поширює свою віру у Червоного Бога. Надалі вона присутня у наступних романах Мартіна «Буря мечів» (2000) та «Танок драконів» (2011). Мелісандра не є основним персонажем в перших чотирьох романах. Її дії спостерігаються крізь інших літературних героїв, таких, як Давос Сіворт та Джон Сноу. В п'ятому романі «Танок драконів», вона вперше отримує власну главу, від особи якої ведеться оповідь подій. В одному з своїх інтерв'ю Джордж Мартін стверджував, що в заключних романах серії, Мелісандра повернеться зі своїми главами, як особа з власною оповіддю подій.
У телевізійній адаптації каналу «HBO» роль Мелісандри грає нідерландська актриса Каріс ван Гаутен.

## Опис персонажа
Також відома як «Червона жінка», Мелісандра є чаклункою, некромантом та жрицею бога Р'глора на службі у Станніса Баратеона. У ранньому віці, будучи рабинею на ім'я Мелоні в Асшаї, її продали до Червоного Храму, де вона здобула пророчі навички та здатність частково передбачати майбутні події. Також до її здібностей належать чари замовлянь, ворожби та деякі ритуали з чорної магії. Мелісандра вперше з'являється у «Битві Королів» та описується як зваблива, оманлива жінка іноземного походження, з дивовижними червоними очима та волоссям, вдягнена у довгу червону простору сукню яскравого, мов вогонь, шовку. Навколо шиї носить тісну червоно-золоту оксамитку, прикрашену великим рубіном. Вона дуже рідко їсть та спить. Вороже ставиться до інших релігій Вестероса.

## Сюжетні лінії

Особистий герб Станніса Баратеона

### У Книжках

#### Передісторія та «Гра Престолів»
Мелісандра (імовірно, справжнє ім'я — Мелоні) була народжена невідомо коли перед початком подій серії романів. Ще в дитинстві її як раба продали до Червоного Храму та надалі тренували як служницю. Впевнена у тому, що Станніс Баратеон є реінкарнацією Азор Ахая, міфічного месії з пророцтв її віри, вона подорожує до його володінь на острів Драконовий Камінь.
У подіях «Гри Престолів» Тайвін Ланністер опосередковано згадує про Мелісандру як про некроманта з Асшаю під час приватного спілкування з Тиріоном Ланністером, після битви у Шепочучому Лісі

#### «Битва Королів»
Мелісандра залучає дружину Станніса Селізу до своєї релігії, разом з кількома іншими впливовими людьми з оточення Станніса.
Побоюючись зростаючого впливу Мелісандри, мейстер Станніса Крессен намагається її позбутись додавши отруту у вино, і п'є його разом з нею. Крессен помирає. І хоча Мелісандра випиває набагато більше, її чари дозволяють знешкодити вплив отрути.
Коли брат Станніса Ренлі оголошує себе королем, Мелісандра бачить видіння, у якому Ренлі долає військо Станніса біля Королівської Гавані. Вона вмовляє Станніса запліднити її, та народжує демона тіні, котрий вбиває Ренлі. Також вона народжує іншого демона, який вбиває намісника Штормової Межі, сіра Корнія Пенроза, коли той відмовляється здати Штормову Межу. Сір Брис Карон переконує Станніса залишити Мелісандру на Драконовому Камені на момент битви у Чорноводді, яка закінчується поразкою Станніса. Під час битви сір Гарлан Тайрел вдягає обладунки Ренлі та очолює авангард війська Тайреллів та Ланністерів. Таким чином здійснюється початкове пророцтво Мелісандри.

#### «Буря Мечів»
Радник Станніса Давос Сіворт звинувачує Мелісандру у поразці Станніса та планує вбити її до того, як вона побачить його наміри у полум'ї. Ці наміри призводять до його арешту. Мелісандра намагається переконати Станніса принести в жертву його небожа Едріка Сторма, щоб пробудити кам'яних драконів під Драконовим Каменем. Станніс відмовляється, але дозволяє їй пустити йому кров за допомогою п'явок, та після їхнього спалення навести прокляття на ворогів Станніса: Бейлона Грейджоя, Робба Старка та Джоффрі Баратеона. Невдовзі усі троє помирають за різних обставин. Давос вивозить Едріка до Ессоса у вільне місто Лис, побоюючись подальших жертвоприношень. Мелісандра супроводжує Станніса до Нічної Варти, щоб подолати війська Манса Рейдера.

#### «Бенкет Круків» та «Танок драконів»
Джон Сноу підмінює сина Манса Рейдера на немовля Гіллі, та відсилає Гіллі з дитиною, Семом Тарлі та мейстром Айємоном до Староміста, щоб завадити Мелісандрі здійснити ритуал чорної магії та принести в жертву немовля. Коли Станніс наказує спалити Манса живцем за його дезертирство з Нічної Варти, Мелісандра використовує свої чари, щоб таємно змінити образ Манса на образ одного з його поплічників Тарараха. У результаті саме Тарараха спалюють на вогнищі замість Манса. Згодом Мелісандра розповідає про це Джону Сноу, і посилає Манса та шістьох списниць до Вінтерфелу визволяти «Арію Старк» з полону Рамсі Болтона (хоча, насправді, це служниця Санси Старк Джейн Пул). Мелісандра залишається на Стіні в той час, коли Станніс вирушає до Вінтерфела. Помічаючи свою зростаючу магічну міць, вона просить Р'глора показати майбутнє, але бачить тільки «Сніг» (англ. «Сноу»). Також у своїх видіннях Мелісандра помічає «кинджали у темряві», про що розповідає Джону Сноу. Але Джон ігнорує її застороги, та пізніше помирає під час заколоту на чолі з Бовеном Маршем.

### У Телесеріалі

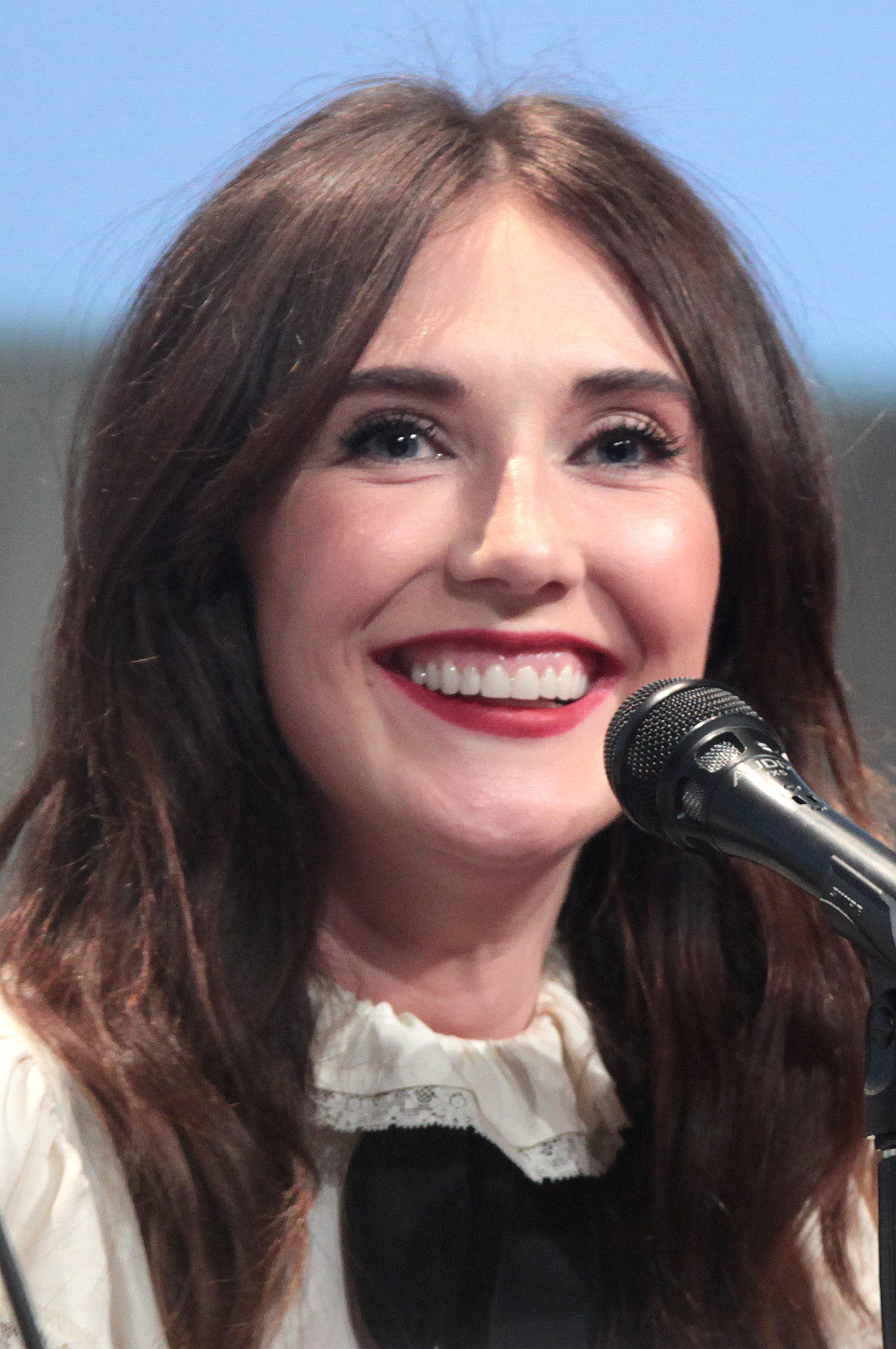
Нідерландська актриса Каріс ван Гаутен

#### Сезон 2
Під час церемонії на Драконовому Камені, Мелісандра спалює статуї Сімох богів, це приводить у лють мейстра Крессена. Крессен намагається отруїти Мелісандру разом з собою та гине. Незважаючи на отруту, Мелісандра лишається неушкодженою. Вона переконує Станніса Баратеона запліднити її, та народжує демона тіні, який вбиває брата Станніса Ренлі, претендента на Залізний Трон. Попри це, Давос Сіворт радить Станнісу залишити Мелісандру на Драконовому Камені коли розпочнеться атака на Королівську Гавань. Після невдалої атаки Мелісандра проголошує, що поразка Станніса пов'язана з її відсутністю на час битви. Станніс скаженіє та намагається задушити Мелісанду, але їй вдається вгамувати його, запевняючи, що зрада й вбивство Ренлі та його поразка не були даремними, і надалі ці події допоможуть йому досягнути мети.

#### Сезон 3
На Драконовому Камені Мелісандра розпочинає спалювати живцем найближче оточення Станніса. Давос звинувачує Мелісандру у поразці Станніса та намагається її вбити. Після невдалої спроби Давоса арештовують. Мелісандра подорожує до Річних Земель де зустрічається з «Побратимством без Прапорів», яке залучило до своїх лав коваля Гендрі, бастарда короля Роберта Баратеона. Впродовж зустрічі, Мелісанду шокує розповідь червоного жреця Тороса з Миру про його шість вдалих спроб воскресити ватажка братства Берика Дондаріона. Мелісандра викупає Гендрі у братства, чим викликає обурення подруги Гендрі Арії Старк. Мелісандра використовує кров Гендрі у ритуалі для вбивства суперників Станніса. Напередодні жертвоприношення самого Гендрі, Давос допомагає йому втекти. Станніс виносить Давосу смертельний вирок. Давосу вдається запобігти власній страті, демонструючи Станнісу листа від Нічної Варти, в якому йдеться про повернення білих блукачів. Після спалення листа у вогні, Мелісандра стає на бік Давоса, та стверджує, що Давос стане у пригоді Станнісу в майбутньому.

#### Сезон 4
Мелісандра супроводжує Давоса, Станніса та його військо до Стіни. Перед тим як вирушити на північ, вона переконує дружину Станніса Селізу взяти з собою їхню доньку Ширін, стверджуючи що Владика Світла має на неї плани.

#### Сезон 5
Мелісандра здійснює спалення Манса Рейдера. Вона намагається спокусити Джона Сноу, але той відхиляє її спроби. Згодом вона приєднується до Станніса та Давоса у їхньому поході на Вінтерфел, захоплений Болтонами. Незабаром здіймається величезна хуртовина, яка заважає їхньому подальшому просуванню. Мелісандра пропонує Станнісу принести у жертву його доньку Ширін. Спочатку Станніс відмовляється, але після диверсійного набігу Рамсі Болтона, який знищує продовольчі припаси, неохоче погоджується та дозволяє спалити Ширін на вогнищі. Снігова буря ущухає, але половина армії Станніса залишає його. Дружина Станніса Селіза накладає на себе руки через провину у смерті доньки. Мелісандра залишає Станніса та біжить до Стіни у Чорний Замок, де з її збентеженої поведінки Давос та Джон усвідомлюють, що Станніс та Ширін мертві.

#### Сезон 6

Справжня форма Мелісандри викривається в епізоді «Червона Жінка»

Все ще пригнічена загибеллю Станніса, Мелісандра зазнає ще одного болючого удару, дізнавшись про вбивство Джона Сноу його побратимами, хоча вона мала видіння, у якому Джон бився за Вінтерфел. Перебуваючи у розпачі та відчуваючи кризу віри, вона повертається до своєї спочивальні, де знімає намисто та розкриває свій справжній зовнішній вигляд, неймовірно старої жінки. Після приборкання повстання здичавілими та арешту заколотників, Давос вмовляє Мелісандру спробувати воскресити Джона, що, на її надзвичайне здивування, відбувається успішно. Мелісандра приходить до усвідомлення, — «Принц, що був обіцяний» не Станніс, а Джон, та присвячує себе йому в служіння. Зрозумівши, що її постійне втручання завдало більше шкоди, ніж кориті, Мелісандра припиняє застосовувати магію без дозволу Джона. А також залишає будь-які спроби залучати нових вірян до релігії Владики Світла.
Мелісандра приєднується до Джона Сноу у його поході на Вінтерфел проти Рамсі Болтона. І хоча Джон забороняє їй воскрешати його знову у разі його загибелі, Мелісандра відповідає, що вона хоча б спробує, бо Джон може бути все ще потрібним Владиці Світла. Після того як Вінтерфел був відвойований Родиною Старків (що було підтверджено у її видіннях), Мелісандра стикається з Давосом, який дізнається, що вона спалила Ширін на вогнищі. Джон Сноу виганяє її з Півночі, погрожуючи стратити, якщо вона коли-небудь повернеться. Мелісандра намагається заперечити та стверджує, що присвячує себе подальшій боротьбі з білими блукачами, але врешті-решт погоджується та їде на південь.

#### Сезон 7
Мелісандра приїжджає до Драконового Каменя, де знаходиться Данерис Таргарієн. Мелісандра стверджує, що Джон (який був обраний Королем Півночі) це Азор Ахай («Принц, що був обіцяний»), та радить Данерис покликати Джона на Драконовий Камінь, щоб почути його досвід з боротьби проти білих блукачів. Коли Джон та Давос прибувають до Драконового Каменя, щоб зустрітись з Данерис, Мелісандра уникає зустрічі з ними та вирішує повернутися у Волантис. І хоча радник Данерис Вейрис застерігає Мелісандру, що їй надалі буде небезпечно повертатися до Вестеросу, вона відповідає, що врешті-решт здійснить свою останню подорож до Вестеросу, щоб там померти.

### Нагороди
| Рік  | Нагорода                   | Категорія                                         | Результат | Ref.        |
| ---- | -------------------------- | ------------------------------------------------- | --------- | ----------- |
| 2013 | Премія Гільдії кіноакторів | Найкращий акторський склад у драматичному серіалі | Номінація | [ 3 ] [ 4 ] |
| 2015 | Премія Гільдії кіноакторів | Найкращий акторський склад у драматичному серіалі | Номінація | [ 5 ] [ 6 ] |
| 2016 | Премія Гільдії кіноакторів | Найкращий акторський склад у драматичному серіалі | Номінація | [ 7 ] [ 8 ] |